# Horst Bräunlich
Horst Bräunlich (* 18. September 1927 in Meerane; † 13. Dezember 2017 in Berlin) war ein deutscher Sportjournalist und Radrennfahrer.

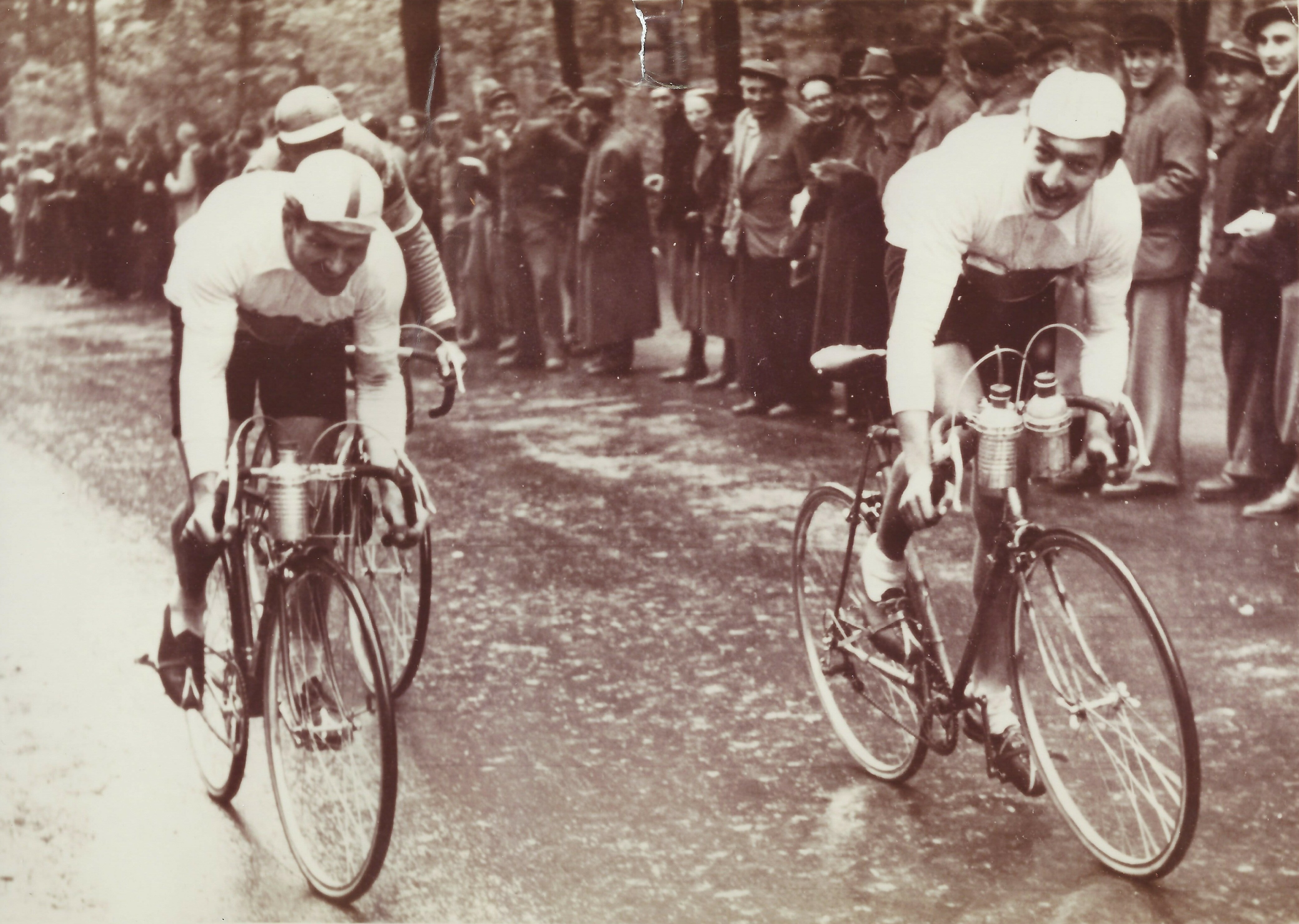
DDR-Rundfahrt 1952, rechts Horst Bräunlich

## Leben und Wirken
Bräunlich ging in Meerane zur Schule. Er meldete sich wie seine gesamte Abiturklasse Ende 1943 zum Flakdienst. Am 30. Januar 1944 beantragte er die Aufnahme in die NSDAP und wurde zum 20. April desselben Jahres aufgenommen (Mitgliedsnummer 9.977.404). 1945 nahmen amerikanische Soldaten ihn in der Nähe von Ludwigshafen gefangen. Er wurde in französische Gefangenschaft übergeben und arbeitete in dieser Zeit bei einem französischen Bauern in Sankt Lucien les Gorze und in einem Stahlwerk in Longwy.
1948 zurück in Deutschland, holte er sein Abitur nach und begann an der Leipziger Universität Journalistik zu studieren. In seinem Seminar studierte auch Erik Neutsch. Er war leidenschaftlicher Radfahrer und nahm an der DDR-Rundfahrt 1952, an Rund um Berlin und anderen DDR-Straßenrennen teil. Die aktive sportliche Laufbahn beendete er nach einem schweren Sturz bei Rund um Berlin 1953. In dem Jahr begann er als Sportreporter beim Rundfunk der DDR beim Sender Radio DDR I.
Als Sportreporter begleitete er in den 1950er- bis 1980er-Jahren die Internationale Friedensfahrt, europaweite Straßenradrennen, die Vierschanzentournee und viele weitere Sportveranstaltungen. 1968 wurde er auch zu den Olympischen Spielen als Sportjournalist in Mexiko eingesetzt. Für seine redaktionellen Arbeiten zu den Olympischen Spielen 1976 in Montreal bekam er den Vaterländischen Verdienstorden der DDR in Bronze. Bekannt wurde er außerdem über seine sonnabendlichen Sportzusammenfassungen im Rundfunk der DDR. Seit Mitte der 1960er-Jahre war er stellvertretender Redaktionsleiter, was er bis zum Ende der DDR blieb. Bis 1992 blieb er dem Rundfunk treu. Er war mit Heinz Florian Oertel gut bekannt. 

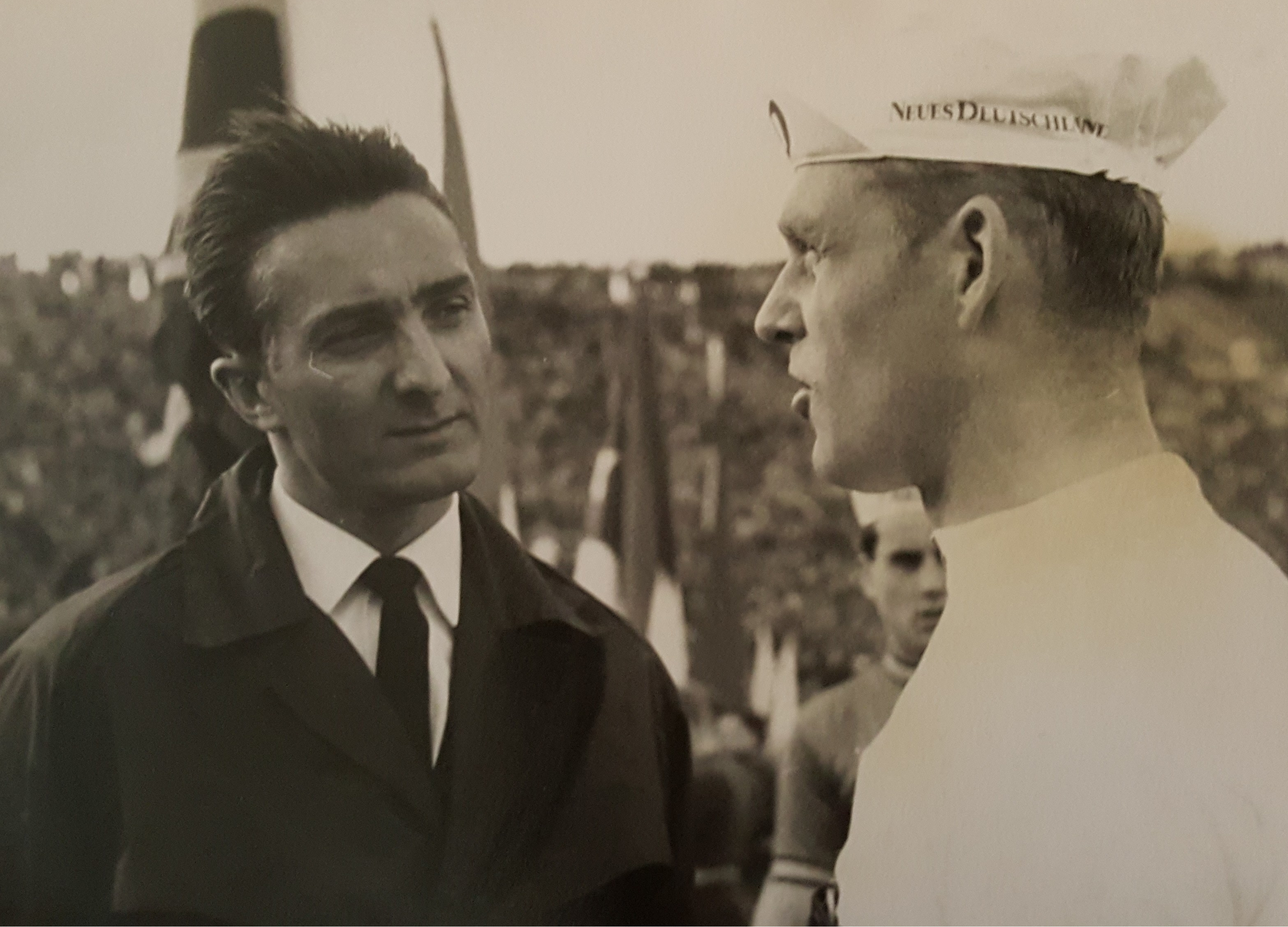
Interview Horst Bräunlich mit Täve Schur 1964

Im Dezember 2017 starb er 90-jährig in Berlin.